# Іван Турицов
Іван Георгієв Турицов (болг. Иван Георгиев Турицов, нар. 18 липня 1999, Плевен) — болгарський футболіст, захисник клубу ЦСКА (Софія) і національної збірної Болгарії.

## Клубна кар'єра
Народився 18 липня 1999 року в місті Плевен. Вихованець юнацьких команд футбольних клубів «Літекс» та ЦСКА (Софія).
У дорослому футболі дебютував 2017 року виступами за команду «Літекс» на умовах оренди із ЦСКА, де провів два сезони, взявши участь у 36 матчах чемпіонату. 
У складі головної команди ЦСКА (Софія) дебютував 2019 року. За наступні два сезони відіграв за армійців із Софії 52 матчі в національному чемпіонаті.

## Виступи за збірні
2017 року дебютував у складі юнацької збірної Болгарії (U-19), загалом на юнацькому рівні взяв участь у 5 іграх.
Протягом 2019–2020 років залучався до складу молодіжної збірної Болгарії. На молодіжному рівні зіграв у 6 офіційних матчах.
2020 року дебютував в офіційних матчах у складі національної збірної Болгарії.

## Титули і досягнення
- Володар Кубка Болгарії (1):

ЦСКА (Софія): 2020-2021